# Драган Пауновић
Драган Пауновић (Мајданпек, 14. април 1981) српски је стрипар, сликар и илустратор.
Најпознатији је по стрипским серијалима „Дружина Дарданели“ по сценарију Павла Зелића и „Константиново раскршће“ по сценарију Дејана Стојиљковића.
Пауновић је дипломирао на Вишој школи ликовних и примењених уметности, Београд, на одсеку Наставник ликовне културе. Живи и ради у Београду, где се поред стрипова и илустрација, бави сликарством и израдом тетоважа.

### Стрипографија (избор)
- Никола Тесла, чаробњак електрицитета: илустрована биографија Николе Тесле = Nikola Tesla, The electric wizard: ilustrated biography of Nikola Tesla, албум, сценарио Владимир Ђурић Ђура, „Pop Kult coop“ и Студентски културни центар, Београд, 2007.
- „Дум дум“ (кратки стрип), антологија Нови српски стрип: 2009., уредник: Вук Марковић, „Комико“. .
- Дружина Дарданели: Пољубац лептирице, сценарио Павле Зелић, албум, „Моро“. .
- Константиново раскршће: Краљевство крви, сценарио Дејан Стојиљковић, албум, „Моро“ и „Систем Комикс“. .

### Илустрације (избор)
- , , Букурешт, 2011.
- Буклет за музички састав „May Result“, Београд
- Буклет за музички састав „The Stone“ из Београда

## Изложбе
Самосталне
- Изложба слика, галерија „Простор“, Нови Сад, октобар 2006.
- Изложба илустрација, „Срећна галерија“, Студентски културни центар, Београд, мај 2007.
- Изложба илустрација, Културни центар „Рекс“, Београд, 2009.
- Изложба стрипа, Студентски културни центар, Београд, мај 2011.

Скупне (избор)
- Групне изложбе у Дому културе Студентски град, Београд, 2005 и 2006.
- Међународни салон стрипа, Студентски културни центар, Београд, 2006-2009.
- Балканска смотра младих стрип аутора, Лесковац, 2009 и 2010.
- Годишње изложбе Радионице стрипа и илустрације „Ђорђе Лобачев“, „Срећна галерија“, Студентски културни центар, Београд, 2009-2012.
- „Унуци чика Ђорђа: изложба аутора стрип радионице 'Ђорђе Лобачев' из Београда“. Народни музеј, Зеница, 2009. III Фестивал фантастике „ZECON“ – „Траговима босанског краљевства“, 3. и 4. април 2009.
- Студио С. О. К. О., Стрип сала Сајма књига у Београду, октобар 2011.
- Прва годишња изложба Удружења стрипских уметника Србије, Галерија „Прогрес“, Београд, јул 2012,
  - Исто, Стрип сала Сајма књига у Београду, октобар 2012.

## Награде и признања
- Награда жирија за најбољи цртеж, Међународни салон стрипа, Београд, 2008.
- Награде спонзора на Међународном салону стрипа у Београду, 2006, 2007. и 2008.